# هنری راولینسون
سِر هِنری راولینسون (به انگلیسی: Sir Henry Rawlinson) (نام کامل: هنری کرِزویک راولینسون: Henry Creswicke Rawlinson) (زادهٔ ۱۱ آوریل ۱۸۱۰ – درگذشتهٔ ۵ مارس ۱۸۹۵)، افسر ارتش کمپانی هند شرقی بریتانیا، سیاستمدار و خاورشناس بود و بعضی او را پدر آشورشناسی می‌دانند. او نخستین کسی بود که خط میخی را با بررسی کتیبه‌های بیستون خواند. راولینسون به مدت یک سال وزیر مختار بریتانیا در ایران بود.

## اوان زندگی
هِنری راولینسون در ۱۱ آوریل ۱۸۱۰ در جایی که امروزه چدلینگتون نام دارد و در شهرستان آکسفوردشر انگلستان واقع است به دنیا آمد. او دومین پسر آبرام تیزاک راولینسون و برادر بزرگتر جورج راولینسون تاریخ‌نگار بود. هنری هنگام تولد هفت خواهر و یک برادر بزرگتر داشت. بعد از او برادران دیگری هم به دنیا آمدند و در نهایت یازده کودک شدند. پدرش آبرام راولینسون در شهرستان آکسفورد از ۱۸۰۵ تا ۱۸۴۵ افسر قضایی با درجهٔ ستوان دوم بود. در واقع هنری در خانواده‌ای به دنیا آمده بود که تا چندین نسل قبل همگی سمت‌های حکومتی داشتند.
هنری تا سن یازده‌سالگی نزد مادرش که زنی باسواد بود تحت آموزش قرار گرفت. او از مادرش الیزا یودوسیا آلبینیا کرزویک، قواعد زبان انگلیسی، زبان لاتین و حساب آموخت. کمی بعد او را به مدرسهٔ دکتر پوکوک در بریستول فرستادند. شیوع یک بیماری چشمی و ابتلای او به این بیماری نزدیک بود وی را برای همیشه کور کند. این بیماری روی بینایی او تا پایان زندگی تأثیر گذاشت. وی در آن هنگام نزد شوهرخاله‌اش رفت تا وی که جراحی مشهور بود، او را درمان کند. از آن پس حضور گاه و بیگاه او در منزل ایشان سبب آشنایی با برخی از شخصیت‌های ادبی شهر بریستول شد. او از دوست خاله‌اش کمی عبری فرا گرفت.
او را در یازده سالگی به یک مدرسهٔ شبانه‌روزی در رینگتون فرستادند. هنری دو سال در آنجا ماند درس‌های معمول آن دوره را فرا گرفت. بعد از آن هنری را به مدرسه‌ای خصوصی به نام ایلینگ فرستادند. این مدرسه از کیفیت بالایی برخوردار بود و افراد مشهور زیادی در آن دوره دیده بودند. در آنجا به یادگیری زبان‌های کلاسیک نظیر لاتین و یونانی علاقه‌مند شد و آثار مشهور کلاسیک به این زبان‌ها نظیر هومر، آشیل و اوریپید را مطالعه کرد.
هنری راولینسون در حالی که فقط شانزده سال داشت متوجه شد که برادر ناتنی مادرش که در خدمت کمپانی هند شرقی بریتانیا بود، نام او را در دورهٔ دانشجوی نظامی این کمپانی نوشته است. با توجه به اینکه وی چیزی از زبان‌های شرقی نمی‌دانست تصمیم گرفت در فرصتی که داشت با استفاده از معلم‌های خصوصی به یادگیری زبان‌های فارسی و هندوستانی، نقشه‌کشی و نقشه‌برداری نظامی و ریاضیات پیشرفته بپردازد.
وی در ۲۷ ژوئن ۱۸۲۷ با یک کشتی به نام نپتون به سمت بمبئی حرکت کرد. یکی از افراد مشهوری که در این کشتی حاضر بود، سر جان ملکم بود که برای تحویل گرفتن حکومت بمبئی به این شهر می‌رفت. ملکم در این سفر به نبوغ هِنری جوان پی برد. وی راولینسون را به یادگیری فرهنگ و زبان ایران تشویق کرد.

### ورود به ارتش
هنری در ۲۷ اکتبر ۱۸۲۷ به بمبئی رسید. بعد از آموزش‌های نظامی ابتدایی به هنگ دوم پیاده اروپایی پیوست. در ژوئن ۱۸۲۸ به هنگ هفتم پیاده بومی منتقل شد. کمی بعد او را به هنگ اول نیروهای ویژه بمبئی منتقل کردند و دستور دادند سریعاً به احمدآباد برود. در همین دوران به یادگیری زبان هندوستانی و لهجهٔ مهاراتا پرداخت و تعداد زیادی کتاب خواند. هنگ وی در مارس ۱۸۲۹ از احمدآباد به بمبئی برگشت.
هنگ اول نیروهای ویژه در ۱۸۳۰ به پونه مأمور شدند و تا سه سال در آنجا باقی ماندند. در این دوره مهارت وی در ورزش‌های مختلف به همراهانش ثابت شد. او در این سه سال با خواندن آثار مختلف و صحبت با محلی‌ها بر توانایی خود در زبان فارسی افزود.

## اعزام به ایران

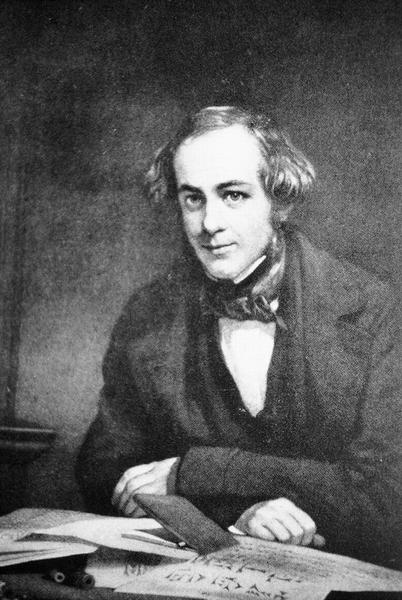
سر هنری راولینسون در ۴۰ سالگی (اثر رنگ روغن توسط توماس فیلیپس (Thomas Phillips)

لرد ویلیام بنتینک فرمانروای هند بریتانیا در سال ۱۸۳۳ تصمیم گرفت به منظور مقابله با تلاش امپراتوری روسیه برای نفوذ در ایران و متعاقباً دسترسی به هندوستان، دسته‌ای از نیروهای انگلیسی بومی را که به زبان فارسی تسلط داشتند به فرماندهی سرهنگ پاسمور به دربار ایران اعزام کند تا به آموزش فنون نظامی نوین به نیروهای ایرانی بپردازند. در این میان هنری راولینسون از طرف لرد کِلِر فرماندار بمبئی به این گروه مأمور شد.
راولینسون سوار به کشتی کلاید در ۲۶ اکتبر ۱۸۳۳ (۴ آبان ۱۲۱۲) بندر بمبئی را به سمت ایران ترک کرد. آنها در اوایل نوامبر به سواحل بوشهر رسیدند. راولینسون این لحظه را «مهم‌ترین تغییر در کلی زندگی»اش خوانده است. حرکت آنها از بوشهر به شیراز به دلیل بارش برف فراوان با تأخیرهای چندماهه مواجه شد. ستوان راولینسون به همین دلیل توانست در حوالی شیراز به مشاهدهٔ غار شاپور از آثار دورهٔ ساسانیان برود و از آن طرح‌هایی بکشد. سپس به تخت جمشید رفت و برای نخستین بار یک کتیبه را از نزدیک دید. سفر آنها از طریق شهرهای اصفهان، کاشان و قم ادامه یافت. در قم کنجکاوی راولینسون او را واداشت تا با پوشیدن لباس ایرانی‌ها وارد حرم حضرت معصومه شود و آنجا را ببیند.
گروه اعزامی بالاخره در میانه‌های ماه مارس به دارالخلافه تهران رسیدند. در آنجا سر جان کمبل نمایندهٔ دولت بریتانیا در تهران و دبیر او مک‌نایل را ملاقات کردند و چندی بعد موفق به دیدار فتحعلی‌شاه قاجار شدند که بسیار پیر و فرتوت شده بود. کمی بعد گروه مذکور شاهد آن بودند که شاه، نوه‌اش محمدمیرزا را از میان انبوه پسرانش نایب‌السطنهٔ خود ساخت. آنها دیداری با شاهزادهٔ جوان داشتند و وقتی شاه نایب‌السلطنه را مأمور به آذربایجان ساخت، گروه انگلیسی نیز به همراه او رفتند. آنها در تبریز آموزش و مشق نظامی نیروهای ایرانی را آغاز کردند.
گروه انگلیسی‌ها شهر دغوبایزید را دیدند. کمی بعد راولینسون تصمیم گرفت به قلهٔ آرارات صعود کند ولی به دلیل عمق زیاد برف قادر به این کار نشد. در این مدت او به فراگیری بیشتر زبان فارسی و بررسی جغرافیای آذربایجان پرداخت. در ماه نوامبر به آنها خبر رسید که شاه درگذشته و باید همراه با محمدمیرزا به دارالخلافه بازگردند. نیروهای ایرانی محمدمیرزا در این زمان از نگرفتن حقوق خود شکایت داشتند. انگلیسی‌ها برای جلوگیری از آشوب در کشوری که حائل آنها با امپراتوری روسیه به شمار می‌رفت، دست به جیب برده و حقوق ایشان را متقبل شدند تا شاه جدید با آرامش به دارالخلافه برسد.
ستوان راولینسون از ۴ ژانویه تا ۱۰ آوریل ۱۸۳۵ تحت فرمان سرهنگ پاسمور در تهران ماند و همراه با سایر افسران انگلیسی به آموزش نیروهای ایرانی پرداخت. او جزو اولین عناصر مطلوب شاه جدید به شمار می‌رفت و می‌توانست در بسیاری از مراسم‌های شاه شرکت کند. او توصیفات دقیقی از این جلسات در مکتوبات خود داشته است.

### مأموریت کرمانشاه
راولینسون در فوریه ۱۸۳۵ (بهمن/اسفند ۱۲۱۳) از طرف محمدشاه مأمور شد به کرمانشاه رفته و مشاور و دستیار بهرام میرزا معزالدوله برادر شاه و حاکم آن خطه شود و سربازان او را آموزش نظامی دهد. او به محض ورود به کرمانشاه مورد استقبال گرم بهرام‌میرزا قرار گرفت و به فرماندهی قشون او گمارده شد. وی توانست علیرغم کمبود پول در خزانه، سه فوج از طوایف کرد ایجاد کند. بعدها توانست با تکیه به همین نیروها شورش‌هایی را شکست دهد.

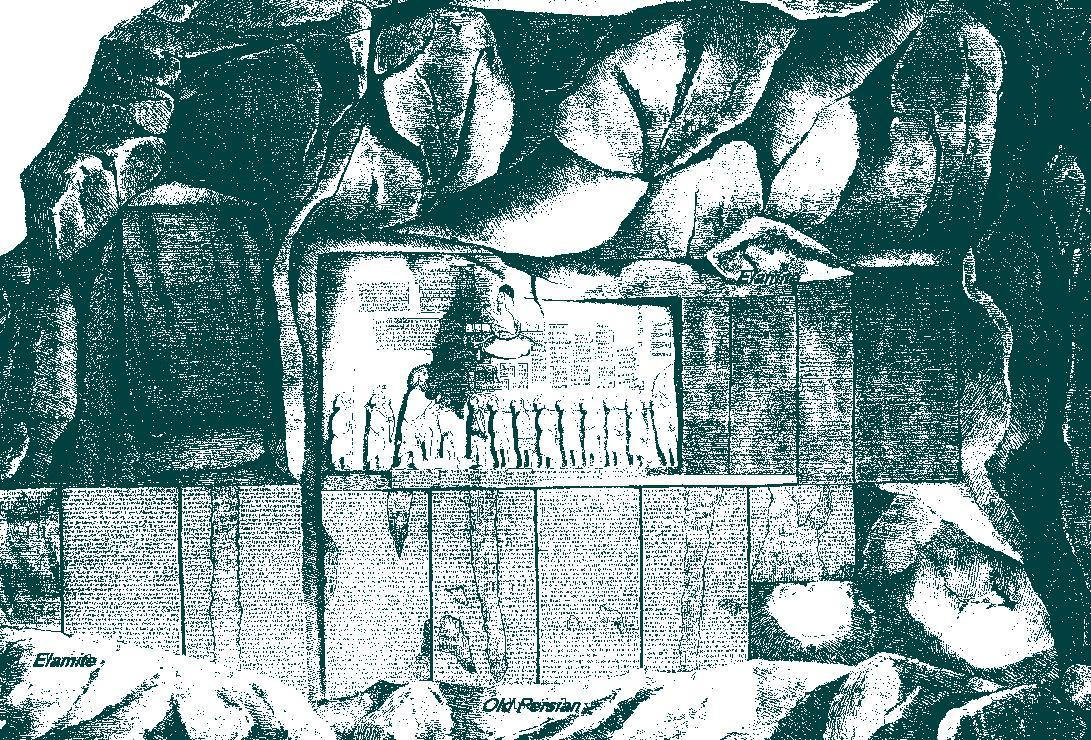
طرحی از سنگ‌نبشتهٔ بیستون

راولینسون برای رسیدن به کرمانشاه از همدان گذشت و توانست با فراغ بال به بررسی و رونویسی از کتیبه‌های آنجا اقدام کند. راولینسون خبر نداشت که تقریباً در همین زمان دو اروپایی دیگر در حال رمزگشایی از این کتیبه‌ها بودند و نتایج کارشان تحت چاپ بود. اوژن بورنوف در پاریس و کریستین لاسن در بُن همزمان در ۱۸۳۶ نتیجهٔ پژوهش‌های خود را منتشر کردند. راولینسون این طور که خودش می‌گوید بدون آگاهی از این پژوهش‌ها دست به خوانش و تلاش برای رمزگشایی خط میخی کرد. حضور راولینسون در کرمانشاه که یکی از قطب‌های آثار باستانی ایران بود، به وی این فرصت را داد تا سر فرصت به بررسی این آثار بپردازد. او دائماً به طاق بستان و بیستون می‌رفت و با دقت آن‌ها را مطالعه کرد. خواندن کتیبه‌ها غالباً با سختی همراه بود چون صعود به برخی اماکن و مشاهدهٔ سنگ‌نبشته‌ها کار سختی بود که به طناب و وسایل کوه‌نوردی نیاز داشت.
خط میخی پیش از آن مختصراً توسط گروتفند و سن‌مارتین رمزگشایی شده بودند. وی از ۱۸۳۶ تا دو سال در اطراف سنگ‌نبشتهٔ بیستون نزدیک شهر کرمانشاه حضور داشت. او نخستین فرد غربی بود که توانست بخش‌های فارسی باستان را در کتیبهٔ سه‌زبانه رونویسی کند. این کتیبه توسط داریوش بزرگ به سه زبان فارسی باستان، ایلامی و اکدی در ۵۲۲ پیش از میلاد هنگام تاجگذاری وی آغاز و تا پاییز ۴۸۶ پیش از میلاد که درگذشت حکاکی شده است.
در این ایام اقدامات نظامی راولینسون علیه شورشیان باعث بیماری وی شد تا حدی که مجبور شد مرخصی استعلاجی گرفته و کرمانشاه را به مقصد بغداد ترک کند تا در بیمارستان اروپایی این شهر تحت درمان قرار گیرد. او در این فرصت به یادگیری زبان عربی پرداخت. راولینسون در بغداد با سرهنگ رابرت تیلور که رزیدنت بغداد بود و از باستان‌شناسان آن زمان بود آشنا شد.
راولینسون در ۲۷ دسامبر ۱۸۳۵ بغداد را ترک کرد و از راه شهرآباد (؟)، قزل‌رباط (جلولا)، خانقین و قصر شیرین به زهاب به کرمانشاه برگشت. وی بخشی از این سفر را در مقاله‌ای مفصل در مجلهٔ انجمن سلطنتی جغرافیای بریتانیا شرح داده است. انجمن یادشده به دلیل همین مقاله، مدال طلای سال ۱۸۴۰ را به او اعطا کرد. در یکی از سفرهایی که راولینسون برای سرکوب یکی از راهزنان رفته بود به خوزستان رفت و در این سفر از شهرهای خرم‌آباد، دزفول، شوش و شوشتر دیدن کرد. بعد از بازگشت به کرمانشاه مأموریت دیگری گرفت تا با فوج کردهای گورانی به شمال شرق ایران رفته و تجاوزات ازبک‌ها و ترکمانان را دفع کند. در دماوند به نیروهای شاه ملحق شد اما شیوع وبا بین نیروهای شاه موجب شد مأموریت لغو شود و وی به کرمانشاه بازگردد. در زمستان ۱۸۳۶-۷ بود که وی فرصت کافی یافت رونویسیِ کاملی از سنگ‌نبشتهٔ بیستون که به فرمان داریوش بزرگ کنده شده بود انجام دهد. او حالا می‌توانست وقت خود را روی رمزگشایی این حروف بگذارد.
در همان حین، بهرام‌میرزا به دارالخلافه فراخوانده شد و او را با یک خواجهٔ گرجی به نام منوچهر خان جایگزین کردند. از همان ابتدا بین حاکم جدید و راولینسون اختلاف افتاد و از این رو راولینسون به پایتخت فراخوانده شد.

### بازگشت به تهران
وقتی راولینسون به تهران رسید، متوجه شد محمدشاه به سمت هرات لشکر کشیده است. وی در تهران مدتی به ریاست قورخانه گمارده شد. اما بروز تیرگی در روابط ایران و دولت هند (کپمانی هند شرقی بریتانیا) ماندن گروه انگلیسی را غیر ممکن می‌ساخت. در ۱۸۳۸ محمدشاه تصمیم گرفت برای بار دوم به هرات حمله کند. این بار مک‌نایل با او همراه شد اما نه برای کمک بلکه برای اینکه وی را تحت نظر داشته باشد. راولینسون در تهران ماند و مسئولیتی سیاسی به عهده گرفت. اشغال جزیرهٔ خارک توسط انگلیسی‌ها باعث عقب‌نشینی محمدشاه از هرات شد. کمی بعد هیئت انگلیسی به ریاست مک‌نایل روابط انگلستان با ایران را قطع کرده و گروه نظامیان اعزامی دستور گرفتند تهران را به مقصد بغداد ترک کنند.
راولینسون تا اکتبر ۱۸۳۹ در بغداد ماند و به یادگیری زبان عربی پرداخت. همچنین وی به نگارش سه اثر پرداخت: (۱) یادداشت‌هایی سفر تبریز از کردستان ایران تا ویرانه‌های تخت سلیمان و از آنجا تا زنجان و طارم به گیلان در اکتبر و نوامبر ۱۸۳۸؛ (۲) خاطراتی از سایت آتروپاتنی اکباتان؛ و (۳) خاطراتی از سنگ‌نبشتهٔ خط میخی فارسی بیستون. این آثار هستهٔ کارهای بعدی او را تشکیل دادند.
ستوان راولینسون در اکتبر این سال به هندوستان فراخوانده شد و از مسیر بوشهر و خارک در ۱۴ دسامبر ۱۸۳۹ به بمبئی رسید. در این مدت وی کوشید با استفاده از ارتباطات خود، سمتی در نمایندگی بریتانیا در عراق عثمانی بگیرد تا بتواند مطالعات خود را بر کتیبه‌های خط میخی از سر بگیرد. اما تلاش‌های او در این زمان ثمری نداشت و او به انجام امور نظامی عادی در هنگ خود مشغول گردید.

## اعزام به افغانستان

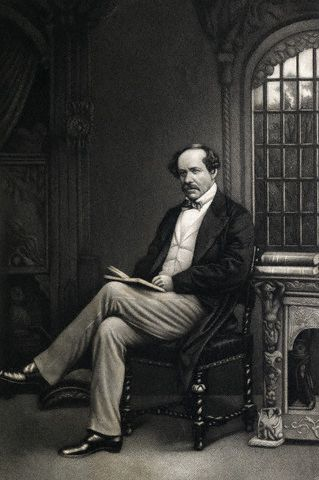
راولینسون

بریتانیا که همواره در هراس از نفوذ امپراتوری روسیه به افغانستان و سپس رویارویی با آن در مرزهای هند که در تصرف کمپانی هند شرقی بریتانیا بود به سر می‌بُرد، بالاخره در ۱۸۳۹ تصمیم گرفت به افغانستان لشکرکشی کند. نیروهای انگلیسی به فرماندهی سر جان کین (John Keane) و سر ویلوبی کاتن (Willoughby Cotton) به سمت شمال یورش برده و شهرهای قندهار، غزنی و کابل را با کم‌ترین مقاومت اشغال کردند. در نتیجه دوست‌محمدخان از آنجا فراری و شاه شجاع درانی به جای وی منصوب شد.
در ۱۶ ژانویه ۱۸۴۰ به سرگرد راولینسون دستور داده شد خود را به سر ویلیام مک‌ناتِن (William Macnaghten)، نمایندهٔ انگلستان در کابل معرفی کند. مک‌ناتن اندکی بعد او را در حالی که تنها ۳۰ سال داشت به نمایندگی بریتانیا در قندهار گمارد. او در این مقام مسئول حفظ نظم، قضاوت، جمع‌آوری اطلاعات و مالیات بود. به دستور او مقاومت و شورش‌های مردم این منطقه در مقابل مالیات‌گیری با زور شکسته شد. او به منظور ایجاد آرامش و شکست شورش‌های محتمل از شعار خود تحت عنوان «تفرقه بینداز و حکومت کن» بین قبایل افغانی استفاده می‌کرد.
کمی بعد شورش‌های متعددی توسط قبایل افغانستان صورت گرفتند. شورش در کابل در ۲ نوامبر ۱۸۴۱ منجر به قتل سروان الکساندر برنز و همراهانش شد و مردم توانستند کنترل شهر را به دست گیرند. ادامهٔ این وضع منجر به آغاز جنگ اول افغان و انگلیس شد.
یکی از اقدامات ارتش بریتانیا هنگام عقب‌نشینی از افغانستان این بود که در روستای روضه در غزنی، اقدام به برداشتن درهای آرامگاه سلطان محمود غزنوی کردند چون به اشتباه فکر می‌کردند این درها به دستور سلطان محمود از معبد سومنات هند به غارت رفته و به افغانستان آورده شده بودند. راولینسون هر چند به اشتباه بودن این مسئله باور داشت اما چون دستور از مقامات بالا آمده بود، اطاعت کرده و در را به هندوستان برگرداند.
بریتانیایی‌ها دوران خدمت راولینسون را شایستهٔ تقدیر خوانده‌اند. از این رو به پاس خدماتش در سال ۱۸۴۴ نشان حمام دریافت کرد.
بعدها در دیداری اتفاقی که بین راولینسون و لرد النبورو (Lord Ellenborough) فرماندار کل هند در یک کشتی روی داد، به وی پیشنهاد شد نمایندهٔ بریتانیا در نپال یا در هند مرکزی شود. اما علاقهٔ راولینسون به آثار باستانی خاورمیانه و میل او به اتمام مطالعاتش در زمینهٔ خط میخی، مانع از قبول این مسئولیت‌ها شد. او می‌خواست در رزیدنسی بریتانیا در بغداد باشد تا بتواند هم به آثار باستانی عراق و هم کرمانشاه دسترسی داشته باشد. لرد النبورو این مسئله را پذیرفت و راولینسون را در اکتبر ۱۸۴۳ به جای سرهنگ تیلور، نمایندهٔ سیاسی بریتانیا در مناطق عربی امپراتوری عثمانی کرد.

## مأموریت عراق
راولینسون برخلاف دوران سختی که در قندهار داشت توانست نیمهٔ نخست سال ۱۸۴۴ را در آرامشی که در اقامتگاه نمایندگی بریتانیا داشت بگذارند و بر مطالعات خود تمرکز کند. چندی بعد گذر نیلز لودویگ وسترگارد مستشرق دانمارکی، که به دلیل تسلط بر ادبیات سانسکریت شهرت یافته بود به بغداد افتاد. او چندین رونوشت از کتیبه‌های موجود در تخت جمشید و نقش رستم را سخاوتمندانه در اختیار راولینسون گذاشت.
دیدار با وسترگارد او را به رفتن به کرمانشاه و تکمیل رونویسی از کتیبهٔ بیستون تشویق کرد. از این رو سفر را با همراهی دو انگلیسی دیگر آغاز نمود. رونویسی از تمام کتیبه‌های فارسی بیستون در چند روز تکمیل شد و از آنجا که دسترسی به بخش بابلی سخت بود، آن را به زمان دیگری موکول کردند. در کل کار رونویسی یک هفته طول کشید. راولینسون هنگام بازگشت از کرمانشاه تصمیم گرفت با تکیه بر دانش جغرافیایی خود راه دیگری را برگزیند و از مسیر دیاله به عراق بازگردد. در این راه وی توانست کتیبه‌های ساسانی پایکولی را کشف کرده و رونویسی کند.
راولینسون با رونوشت‌هایی که تهیه کرده بود سال ۱۸۴۵ را مشغول نگارش کتاب «خاطرات کتیبهٔ خط میخی فارسی بیستون» کرد. وی بیش از ۴۰۰ خط میخی را رونویسی کرده بود و خاطراتش بیش از ۵۴۱ صفحه شد.
سرگرمی وی در گرمای شدید بغداد نگهداری از جانوران وحشی نظیر گربهٔ وحشی و شیر بود.

## ادامه فعالیت‌ها

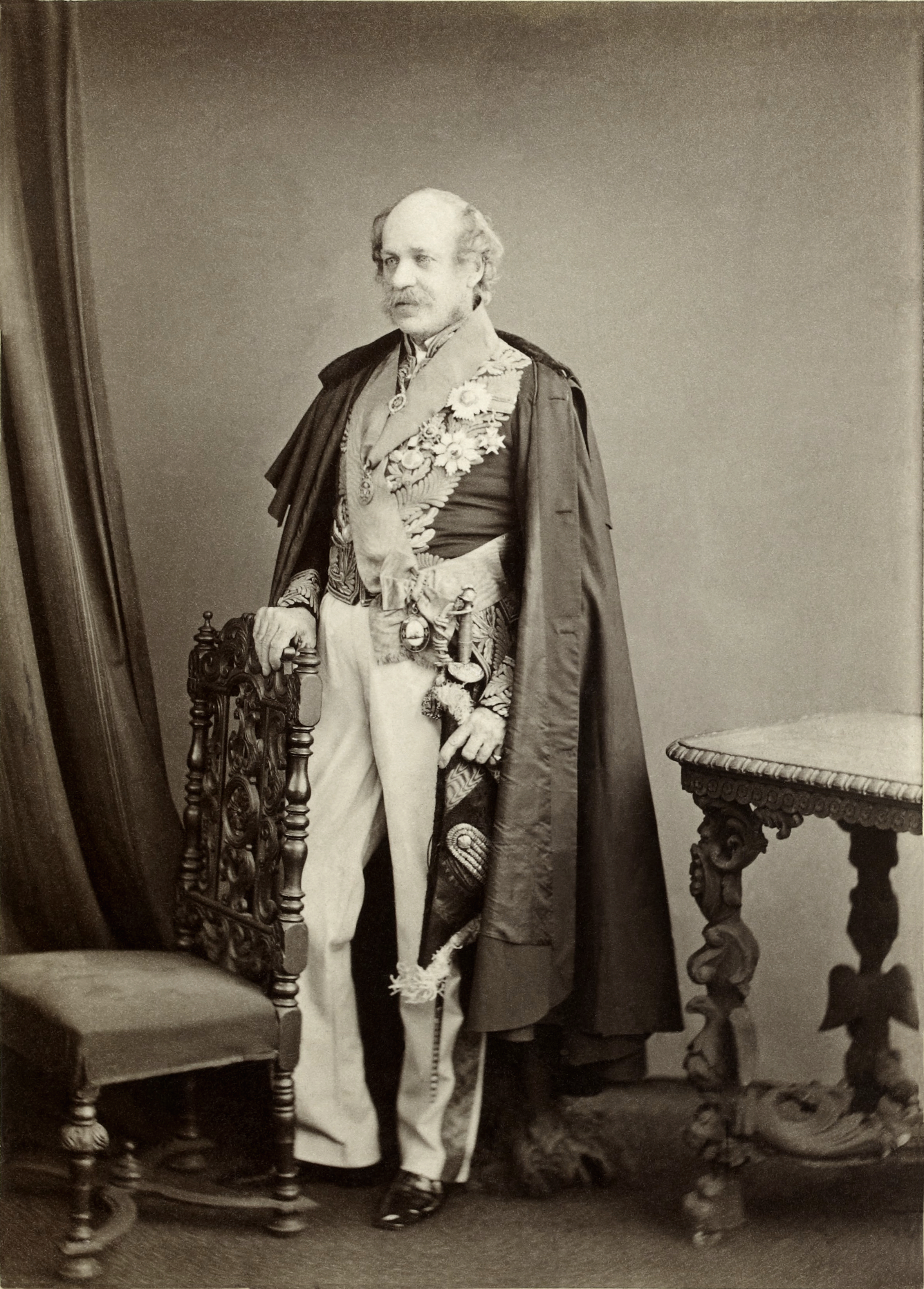
هنری راولینسون

راولینسون که در این زمان توانسته بود اطلاعات جامعی در این حوزه و مسائل مربوط پیدا کند، با حجم وسیعی از اطلاعات جغرافیایی که از طریق اکتشافاتی که به تنهایی یا با همراهی سر آستن هنری لایارد در ویرانه‌های نینوا به دست آورده بود، سرزمین عراق را ترک کرده و در ۱۸۴۹ برای مرخصی به انگلستان بازگشت.
او در فوریه ۱۸۵۰ تحت عنوان «کاشف کلید کتیبه‌های خط میخی زبان‌های فارسی باستان، بابلی و آشوری. نویسندهٔ مقالات مختلف دربارهٔ زبانشناسی، آثار باستانی و جغرافیای میانرودان و آسیای مرکزی. و دانشمندی برجسته» موفق به کسب عنوان همکار انجمن سلطنتی شد.
راولینسون به مدت دو سال در کشورش باقی ماند و در همین ایام خاطرات خود پیرامون کتیبهٔ بیستون را در ۱۸۵۱ منتشر کرد. در همین ایام به درجهٔ سرهنگ دومی ترفیع یافت. وی مجموعهٔ ارزشمندی را که از آثار باستانی بابلی، سبایی و ساسانی گرد آورده بود به هیئت امنای موزهٔ بریتانیا داد. آنها در عوض کمک‌هزینه‌ای قابل توجه برای ادامهٔ پژوهش‌های راولینسون روی حفاری‌های مربوط به آشوریان و بابلیان که توسط لایارد آغاز شده بود در اختیارش گذاشتند. راولینسون در ۱۸۵۱ به بغداد برگشت. حفریاتی که در این هنگام به دستور او انجام شد نتایج ارزشمندی در پی داشت. یکی از مهم‌ترین کشفیاتی که در آنجا انجام گرفت، دستیابی به مواردی بود که خدمت عظیمی به رمزگشایی و ترجمهٔ نویسه‌های خط میخی نمود. مهم‌ترین خدمتی که راولینسون در رمزگشایی خط میخی انجام داد این بود که کشف کرد هر نشانه بسته به این که در چه موقعیتی به کار گرفته شده، به گونه‌ای خاص خوانده و معنا می‌شود. راولینسون در هنگام کار در موزهٔ بریتانیا، چندی هم با جرج اسمیت جوان (کاشف و مترجم حماسهٔ گیلگمش) همکار بود.
در ۱۸۵۵ به خاطر حادثه‌ای که در اسب‌سواری برایش پیش آمد سفر خود به انگلستان را به تأخیر انداخت و در همان سال از سمتش در کمپانی هند شرقی استعفا داد. وقتی که بالاخره به انگلستان بازگشت، نشان شوالیه فرمانده حمام را دریافت کرد و به عنوان مدیر سلطنتی کمپانی هند شرقی منصوب شد.
چهل سال پایانی عمر او سرشار از فعالیت‌های سیاسی، دیپلماتیک و علمی بود و بیشتر از هر جا در لندن سپری شد. در ۱۸۵۸ به عنوان عضو شورای هند برگزیده شد اما در ۱۸۵۹ به دلیل اعزام به ایران در قالب نمایندهٔ فوق‌العاده و وزیرمختار از آن شورا استعفا داد. نارضایتی او از سمت رسمی که به وی داده بودند باعث شد تنها یک سال در این سمت باقی بماند. او پیش از آن از فوریه ۱۸۵۸ تا سپتامبر همان سال نمایندگی مردم ریگیت در پارلمان بریتانیا را بر عهده داشت. چند سال بعد باز هم از طرف مردم فروم از ۱۸۶۵ تا ۱۸۶۸ در پارلمان حاضر بود. او در ۱۸۶۸ باز هم به عضویت شورای هند درآمد و تا پایان عمر در آن حضور داشت.

## رویکرد به روسیه

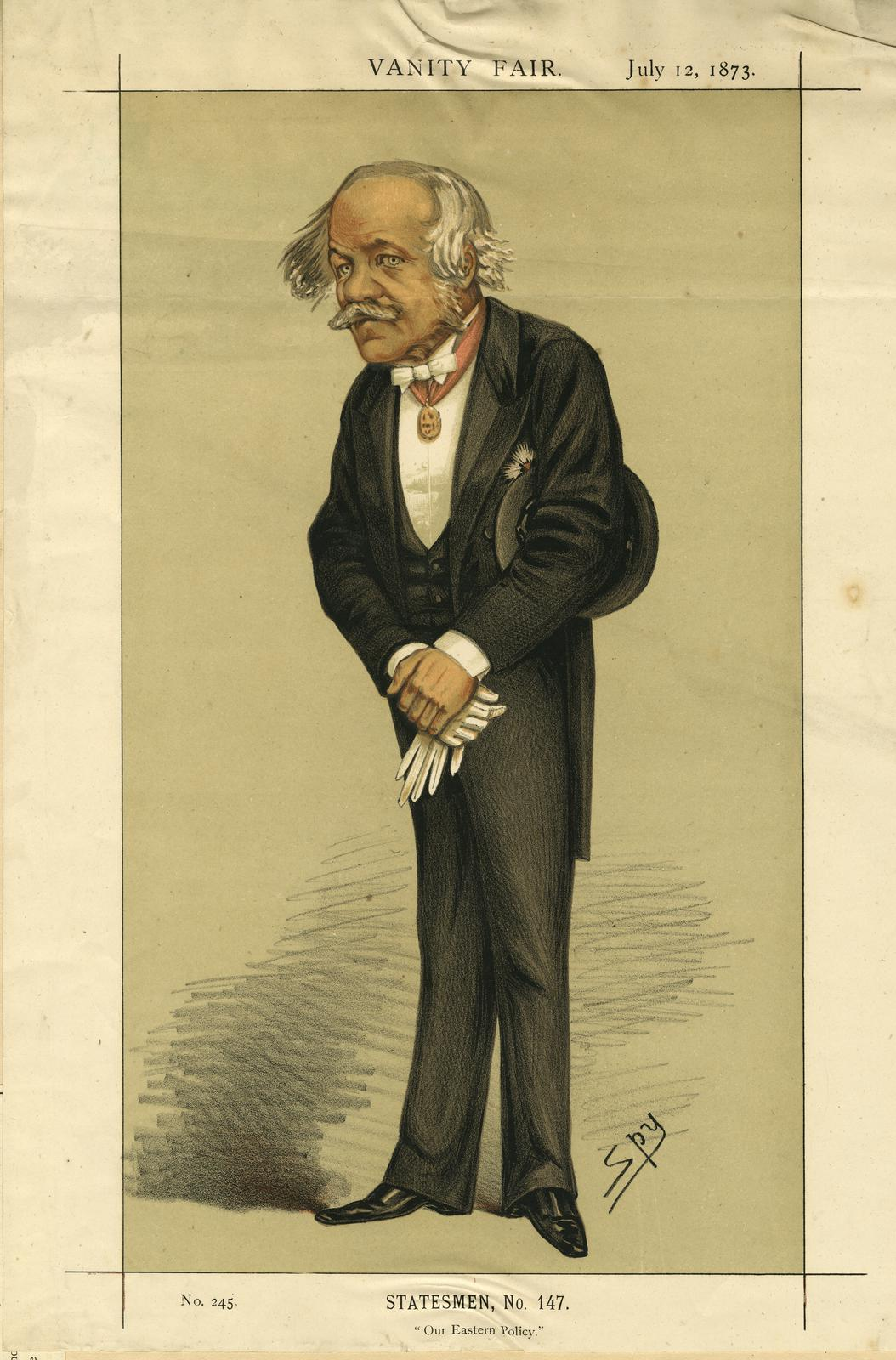
«سیاست شرقی ما»، کاریکاتوری از «لزلی وارد» که در ژوئیه ۱۸۷۳ در مجلهٔ ونیتی فر چاپ شد.

راولینسون یکی از مهم‌ترین شخصیت‌هایی بود که معتقد به مقابله با جاه‌طلبی‌های روسیه در آسیای جنوبی بودند. او طرفداری شدیدی از سیاست روبه‌جلو در افغانستان می‌کرد و به دولت خویش در خصوص نگه داشتن قندهار مشاوره داده بود. او می‌گفت روسیهٔ تزاری به خوقند، بخارا و خانات خیوه حمله خواهد کرد (همانطور که روسیه بالاخره این کار را کرد و این مناطق امروز بخش‌هایی از ازبکستان هستند). همچنین وی هشدار داده بود که روسیه به ایران و افغانستان نیز به خاطر آنکه همسایه‌های هند بریتانیا هستند حمله خواهد کرد.

## ترجمهٔ کتیبهٔ بیستون
راول‍ی‍ن‍س‍ن، ک‍ه در خ‍دم‍ت محمدشاه ق‍اج‍ار ب‍وده‌اس‍ت، در ض‍م‍نِ ع‍ب‍ور از ک‍وه ب‍ی‍س‍ت‍ون ص‍ورت‍ی از ک‍ت‍ی‍ب‍ه‌ه‍ای ب‍ی‍س‍ت‍ون ت‍ه‍ی‍ه م‍ی‌ک‍ن‍د و ب‍ه ان‍گ‍ل‍س‍ت‍ان می‌بَرَد و پ‍س از خ‍وان‍دن آن، ت‍رج‍م‍هٔ ف‍ارس‍ی‌اش را آم‍اده م‍ی‌ک‍ن‍د و ب‍ه ح‍ض‍ور م‍ح‍م‍دش‍اه می‌فرس‍ت‍د. ب‍ن‍اب‍ر دس‍ت‍ور حاجی میرزا آقاسی، ل‍س‍ان‌ال‍م‍ل‍ک، م‍ؤل‍ف ن‍اس‍خ‌ال‍ت‍واری‍خ، م‍ق‍دم‍ه‌ای ب‍ر آن م‍ی‌ن‍گ‍ارد و س‍پ‍س ع‍ی‍ن ت‍رج‍م‍هٔ راول‍ی‍ن‍س‍ن را ن‍ق‍ل م‍ی‌ک‍ن‍د. خ‍طوط ق‍دی‍م در ب‍ی‍س‍ت‍ون در ای‍ن ن‍س‍خ‍ه در پ‍ن‍ج خ‍ان‍ه ن‍وشته ش‍ده:
- خ‍ان‍هٔ اول م‍ش‍ت‍م‍ل ب‍ر چ‍ه‍ارده ف‍ق‍ره
- خ‍ان‍هٔ دوم م‍ش‍ت‍م‍ل ب‍ر ش‍ان‍زده ف‍ق‍ره
- خ‍ان‍هٔ س‍وم مشت‍م‍ل ب‍ر چ‍ه‍ارده ف‍ق‍ره
- خ‍ان‍هٔ چ‍ه‍ارم م‍ش‍ت‍م‍ل ب‍ر ن‍وزده ف‍ق‍ره
- خ‍ان‍هٔ پ‍ن‍ج‍م خ‍وان‍ده ن‍ش‍ده‌اس‍ت.

## اواخر عمر

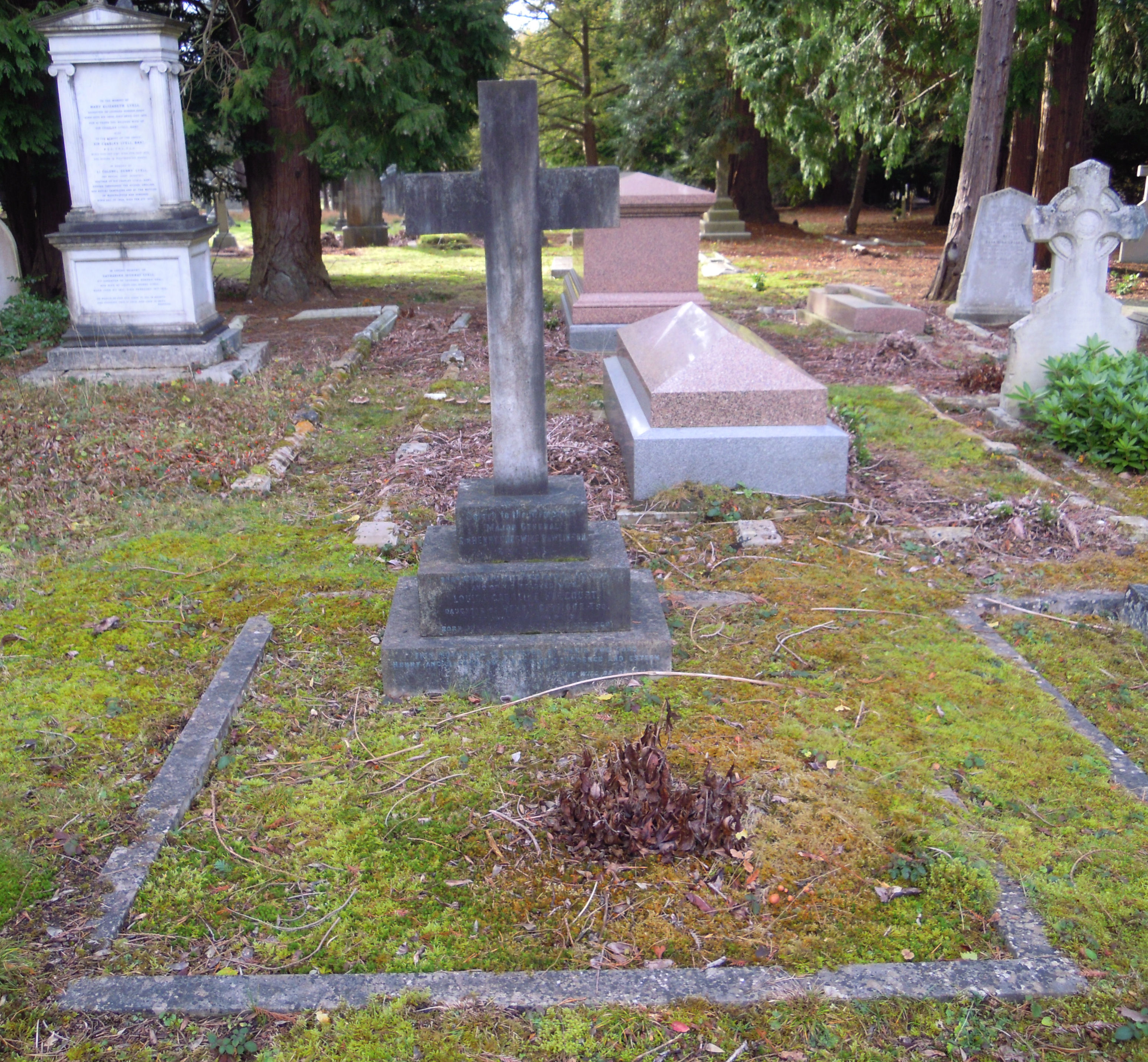
گور هنری راولینسون در بروک‌وورد

او از ۱۸۷۶ تا پایان عمر جزو هیئت امنای موزهٔ بریتانیا بود. در ۱۸۸۹ نشان صلیب بزرگ شوالیه حمام دریافت کرد و در ۱۸۹۱ بارونت شد. او از ۱۸۷۴ تا ۱۸۷۵ رئیس انجمن سلطنتی جغرافیا و از ۱۸۶۹ تا ۱۸۷۱ رئیس انجمن سلطنتی آسیایی بریتانیای کبیر و ایرلند بود. او چندین مدرک افتخاری از دانشگاه‌های آکسفورد، کمبریج و ادینبرو دریافت کرد.
او در ۲ سپتامبر ۱۸۶۲ با لوئیزا هارکورت سِیمور، دختر جین (نی هاپکینسون) و هنری سیمور ازدواج کرد. از آنها دو پسر به نام‌های هنری و آلفرد باقی ماند. هنری راولینسون در ۳۱ اکتبر ۱۸۸۹ همسرش را از دست داد و خودش شش سال بعد در لندن بر اثر ابتلا به آنفلوآنزا جان داد. وی را در گورستان بروک‌وود در شهرستان ساری انگلستان به خاک سپردند.

## ترجمه به فارسی
سفرنامه و ترجمۀ راولینسون از کتیبۀ بیستون به زبان فارسی ترجمه شده و با مشخصات زیر به چاپ رسیده‌است:
- راول‍ی‍ن‍س‍ون‌، ه‍ن‍ری‌ ک‍رزی‍ک‌، شرح حال داریوش: نخستین برگردان فارسی از نسخه پارسی باستان سنگ نبشته بیستون، به قلم محمدتقی لسان الملک، به کوشش مهدی خلیلی، تهران: رسانش نوین‏‫، ‏‫‬۱۳۹۶.
- راول‍ی‍ن‍س‍ون‌، ه‍ن‍ری‌ ک‍رزی‍ک‌، س‍ف‍رن‍ام‍ه‌ ه‍ن‍ری‌ راول‍ی‍ن‍س‍ون‌ ب‍ه‌ ل‍رس‍ت‍ان‌ - خ‍وزس‍ت‍ان‌ - ب‍خ‍ت‍ی‍اری‌، ت‍رج‍م‍ه‌ س‍ک‍ن‍در ام‍ان‌ال‍ه‍ی‌، [بی‌جا: بی‌نا]‏‫، ۲۵۳۶‬‏‫=۱۳۵۶‬(خرم‌آباد: امیرکبیر (چاپخانه)).
- راول‍ی‍ن‍س‍ون‌، ه‍ن‍ری‌ ک‍رزی‍ک‌، س‍ف‍رن‍ام‍ه‌ راول‍ی‍ن‍س‍ون‌: گ‍ذر از زه‍اب‌ ب‍ه‌ خ‍وزس‍ت‍ان‌: (گ‍ذر از زه‍اب‌ ب‍ه‌ خ‍وزس‍ت‍ان‌)، ت‍رج‍م‍ه‌ س‍ک‍ن‍در ام‍ان‌ال‍ل‍ه‍ی‌ ب‍ه‍ارون‍د، ویراست ۲، ت‍ه‍ران‌: آگ‍اه‌‏‫، ۱۳۶۲.
- راول‍ی‍ن‍س‍ون‌، ه‍ن‍ری‌ ک‍رزی‍ک‌، سفرنامه راولینسون‏‫: یادداشت‌های لشکرکشی از ذهاب به خوزستان و گذر از لرستان به کرمانشاه‬، ترجمه سکندر امان‌اللهی‌بهاروند، خرم‌آباد: انتشارات شاپورخواست‏‫، ۱۳۹۸.
- راول‍ی‍ن‍س‍ون‌، ه‍ن‍ری‌ ک‍رزی‍ک‌، سفرنامه راولینسون: از آذربایجان به کردستان (موکریان)، مترجمان صمد علیون (خواجه دیزج)، شریف کدخدا، تبریز: پروژه ترجمه حسنلو‏‫، ۱۳۹۶.